# Ariel Levy Dor
Ariel Levy Dor (Santiago, 28 de setembro de 1989) é um ator e cantor chileno. Ele é mais conhecido por interpretar Javier Fernández, o personagem principal da trilogia de quadrinhos Nicolás López Qué pena tu..., Pablo 'Carpa' Parra em Mala Conducta, Adamo Curilén em La Sexóloga, Ariel em Aftershock e Alejandro em The Green Inferno.

## Filmografia
| Ano         | Título                                       | Papel                      | Notas                                 |
| ----------- | -------------------------------------------- | -------------------------- | ------------------------------------- |
| 2004        | Promedio Rojo                                | Roberto Rodríguez          |                                       |
| 2005        | Se Arrienda                                  | David                      |                                       |
| 2006        | Porky te Amo                                 | Clemente Goycolea          | Série de televisão (1 episódio)       |
| 2006        | JPT: Justicia para todos                     | Dead Young                 | Série de televisão (1 episódio)       |
| 2007        | Casado con Hijos                             | Vicente                    | Série de televisão (1 episódio)       |
| 2008        | Mala conducta                                | Pablo 'Carpa' Parra        | Série de televisão (7 episódios)      |
| 2010        | Mitos y Leyendas: La Nueva Alianza ´         | Julian                     |                                       |
| 2009 - 2014 | Teatro en CHV                                | Nico / Brandon             | Série de televisão (5 episódios)      |
| 2010        | Que pena tu vida                             | Javier Fernández           |                                       |
| 2011        | Infiltradas                                  | Cristóbal Espejo           | Série de televisão (47 episódios)     |
| 2011        | 12 Días                                      | Juan ´                     | Minissérie de televisão (2 episódios) |
| 2011        | Marcelo, La Mafia y La Estafa                | Marcelo Gambardella        |                                       |
| 2011        | Que pena tu boda                             | Javier Fernández           |                                       |
| 2012        | Soltera Otra Vez                             | Exequiel Echeverría        | Série de televisão (3 episódios)      |
| 2012        | Aftershock                                   | Ariel                      |                                       |
| 2012        | Que pena tu familia                          | Javier Fernández           |                                       |
| 2012 - 2013 | La Sexóloga                                  | Adamo Curilén              | Série de televisão (84 episódios)     |
| 2013        | The Green Inferno                            | Alejandro                  |                                       |
| 2013        | Mis Peores Amigos: Promedio Rojo, El Regreso | Roberto Rodríguez          |                                       |
| 2013        | Se Venden                                    | Ivan                       | Telefilme                             |
| 2014        | Loco Cielo de Abril                          | Bruno                      |                                       |
| 2014        | The Stranger                                 | Caled                      |                                       |
| 2014        | Fuerzas Especiales                           | Comisario Carboni          |                                       |
| 2014        | Blood Sugar Baby                             | Billy                      |                                       |
| 2015        | Fuerzas Especiales 2: Cabos Sueltos          | Comisario Carboni          |                                       |
| 2015        | La leyenda de el Crack                       | Freddy 'Fantasía' Monquiel |                                       |
| 2015        | Exorcistas                                   | Ariel                      |                                       |
| 2016        | Sin Filtro                                   | Bastián                    |                                       |
| 2016        | 20añero a los 40                             | Oliver Grez                | Série de televisão                    |